# Helfersyndrom
Als Helfersyndrom bezeichnet man negative Auswirkungen übermäßiger Hilfe auf den Helfenden, die häufig in sozialen Berufen (wie Lehrer, Arzt, Kranken- und Altenpfleger, Pfarrer, Diakone, Psychologe, Sozialarbeiter) anzutreffen sind. Es wurde erstmals 1977 von dem Psychoanalytiker Wolfgang Schmidbauer in seinem Buch Die hilflosen Helfer beschrieben.
Die Störung, die übermäßiger Hilfe zugrunde liegt, wurde später auch als pathologischer Altruismus (krankhafte Nächstenliebe) bezeichnet.

## Konzept von Wolfgang Schmidbauer
Nach diesem Konzept hat ein vom Helfersyndrom Betroffener ein schwaches Selbstwertgefühl und ist auf seine Helferrolle fixiert; das Helfen bzw. Gebraucht-werden-Wollen wird zur Sucht. Dabei versucht er ein Ideal zu verkörpern, das er selbst bei seinen Eltern oder generell in seiner Kindheit vermisst hat. Seine Hilfsbereitschaft geht bis zur Selbstschädigung und Vernachlässigung von Familie und Partnerschaft; dabei übersieht oder unterschätzt er die Grenzen des Möglichen und ignoriert auch die Frage, ob seine Hilfe überhaupt erwünscht oder sinnvoll ist. Hilfe anderer bei seiner Mission lehnt er ab. Als Folge kann es zu Burn-out oder Depressionen kommen.

## Grenzen zwischen gesundem und pathologischem Helfen
Die Bedürfnisse und Nöte anderer Menschen zu sehen, ist ein Zeichen von Empathie. Zu helfen oder etwas Gutes zu tun, ist grundsätzlich etwas Positives und ein natürliches und gesundes Bedürfnis des Menschen. Das gilt auch dann, wenn zeitweilig eigene Interessen hintangestellt werden. Dabei gilt es, eine gesunde Balance zwischen Geben und Nehmen zu finden und beim Helfen die eigenen Wünsche, Bedürfnisse und körperlichen Grenzen zu beachten – ebenso wie  Nutzen und Bedürfnisse desjenigen, dem man Hilfe angedeihen lässt. Man sollte sich darüber im Klaren sein, aus welchen Motiven man hilft und ob die geleistete Hilfe für den Hilfeempfänger wirklich dienlich ist (ihm einen Dienst im positiven Wortsinn erweist). Verliert der Helfende über seinem eigenen Bedürfnis des Helfen-Wollens das Bedürfnis des Anderen, wie auch seine eigenen Wünsche, Ziele und körperlichen Grenzen aus dem Blick und hilft vor allem deshalb, um die eigene Person aufzuwerten, wird sein Helfen pathologisch.
Unter dem Begriff ‚Helfersyndrom‘ versteht man auch die Neigung einer Person, sich in zwischenmenschlichen Begegnungen überwiegend als Helfer anzubieten. Dabei hängt der Helfende wegen seines eigenen Bedürfnisses nach Bestätigung, Sozialkontakt oder gesellschaftlicher Anerkennung so sehr von Dank, Zuwendung oder Bestätigung durch den Hilfeempfänger oder die Gesellschaft ab, dass er seine Hilfsbereitschaft auch dann nicht reduziert, wenn seine Hilfe nicht benötigt wird oder er sich überlastet, ausgelaugt, ausgenutzt oder missbraucht fühlt. Der Helfer befriedigt durch seine „Selbstaufopferung“ sein Bedürfnis nach Zugehörigkeit und nach Bestätigung des Eigenwerts (Selbstwertgefühl).
Während solidarische Hilfe primär am Nutzen dessen ausgerichtet ist, der die Hilfe empfängt, ist pathologisches Helfen an egozentrischen Motiven und unbewussten psychischen Bedürfnissen des Helfers ausgerichtet.
Meist wird das Muster, sich von der Anerkennung durch andere abhängig zu machen, bereits in der Kindheit erlernt. Betroffene halten sich nur dann für liebenswert und wertvoll, wenn sie sich opfern, dafür Bestätigung durch andere bekommen und so eine Aufwertung ihres Selbst erfahren („Märtyrer-Rolle“). Dabei verlernen sie, ihre eigenen Wünsche, Bedürfnisse und körperlichen Grenzen zu sehen, wie auch selbst Hilfe anzunehmen.

## Pathologischer Altruismus
Während bei dem psychoanalytischen Konzept des Helfersyndroms nach W. Schmidbauer der Fokus auf dem Helfer liegt, ist der Begriff des pathologischen Altruismus (krankhafte Nächstenliebe) breiter gefasst und beschreibt unter anderem neuropsychologische Zusammenhänge und mögliche negative Auswirkungen auf das Objekt der Hilfe oder den sozialen Kontext, also auf die Person oder Gruppe, der geholfen werden soll, aber auch außenstehende Personen oder Gruppen.
Die evolutionsbiologische Grundlage liege in dem Zusammentreffen von angeborenem Fürsorgeverhalten und fehlender oder mangelnder Information über seine möglicherweise schädlichen Folgen. Ein klassisches Beispiel sei die Brutpflege von Nestparasiten (z. B. Kuckucksvögeln). Ein anderes klassisches Beispiel seien negative Folgen einzelner „Entwicklungshilfeprojekte“, insbesondere in Afrika.
Die medizinischen Risiken von übermäßigem Altruismus für die helfende Person selbst sind Erschöpfung (Burn-out), Schuldgefühle, Schamgefühle, Angst und Depression.

### Wissenschaft
- B. A. Oakley: Concepts and implications of altruism bias and pathological altruism. In: Proceedings of the National Academy of Sciences. Band 110 Suppl 2, Juni 2013, S. 10408–10415, doi:10.1073/pnas.1302547110, PMID 23754434, PMC 3690610 (freier Volltext).
- Barbara Oakley, Ariel Knafo, Guruprasad Madhavan, David Sloan Wilson (Hrsg.): Pathological Altruism, Oxford University Press, USA, 2012, ISBN 978-0-19-973857-1, PDF.
- E. B. Tone, E. C. Tully: Empathy as a "risky strength": a multilevel examination of empathy and risk for internalizing disorders. In: Development and psychopathology. Band 26, Nummer 4 Pt 2, 11 2014, S. 1547–1565, doi:10.1017/S0954579414001199, PMID 25422978, PMC 4340688 (freier Volltext) (Review).

### Ratgeber
- Barbara Messer: Helfersyndrom? – Strategien für verantwortungsvolle Pflegekräfte, Schlütersche, Hannover 2014, ISBN 978-3-8426-8587-1.
- Wolfgang Schmidbauer: Die hilflosen Helfer: Über die seelische Problematik der helfenden Berufe. Rowohlt, 1978, ISBN 3-498-06123-2.
- Schmidbauer, Wolfgang.: Helfersyndrom und Burnout-Gefahr. 1. Aufl. Urban & Fischer, München [u. a.] 2002, ISBN 978-3-437-26940-0.
- Wolfgang Schmidbauer: Das Helfersyndrom. Hilfe für Helfer. Rowohlt, 2007, ISBN 978-3-499-62208-3.
- Ulsamer, Bertold.: Zum Helfen geboren: Antworten für hilflose Helfer aus dem Familien-Stellen. 1. Aufl. Vier-Türme-Verlag, Münsterschwarzach 2004, ISBN 978-3-87868-644-6.